# HWB AEG E400
EU40 (dawniej E400) – seria lokomotyw elektrycznych wyprodukowanych na zamówienie Kolei Walimskiej w 1913 roku i eksploatowanej do roku 1959. Seria składa się tylko z jednej lokomotywy. Do 1959 roku oznaczenie serii brzmiało E400 (jeden numer E401), na krótko w 1959 serię oznaczono jako EU40 (jeden numer EU40-01). Fizycznie lokomotywa prawdopodobnie nie nosiła takiego oznaczenia. Obecnie znajduje się na terenie grochowskiej lokomotywowni.

## Zamówienie i konstrukcja
Lokomotywa została zbudowana w 1913 w zakładach Hannoversche Waggonfabrik w Bremie (nr fabryczny 1629) na zamówienie utworzonej w 1912 roku prywatnej kolei Wüstewaltersdorfer Kleinbahn AG (Kolej Walimska SA). Kolej łączyła Jugowice i Walim, a trasa liczyła 4,7 km. Z uwagi na niewielką długość, wybrano dla niej system zasilania prądem stałym o napięciu 1000 V. Aparatura elektryczna lokomotywy była produkcji AEG. Lokomotywa mogła ciągnąć pociąg o masie 80 t z prędkością 12 km/h lub o masie 50 t z prędkością 20 km/h. Ostoja lokomotywy była z nitowanych profili stalowych, pudło z blachy na szkielecie z kątowników, od wewnątrz pokryte deskami. Dach był wykonany z desek pokrytych impregnowanym płótnem żaglowym. W nosach pudła znajdowały się żeliwne opory rozruchowe, zbiorniki powietrza, pneumatyczne piasecznice i sprężarka o napędzie elektrycznym. Dwa szprychowe zestawy kołowe były zamontowane na łożyskach ślizgowych, prowadzone widłowo, z jednostopniowym odsprężynowaniem resorami piórowymi.
Lokomotywę napędzały dwa silniki szeregowe W-110 zawieszone systemem tramwajowym „za nos”, połączone w obudowie z jednostopniowymi przekładniami o przełożeniu 1:6,53. Początkowo lokomotywa miała podwójny kabłąkowy odbierak prądu Siemensa, zastąpiony w latach 20. pantografem.

## Służba
Otwarcie wspomnianej wyżej linii kolejowej oraz rozpoczęcie eksploatacji lokomotywy miało miejsce 22 czerwca 1914 r. Lokomotywa była używana głównie do pociągów towarowych i mieszanych, a do pociągów osobowych wówczas, gdy elektryczny wagon motorowy był w przeglądach. Pociągi miały zazwyczaj 1-2 wagony, roczne przewozy towarów na linii do 1941 roku wahały się między 8 a 25 tysiącami ton. Po II wojnie światowej kolej, na której pozostała lokomotywa, znalazła się na terenie Polski. Po 1945 kolejka walimska została przejęta przez Polskie Koleje Państwowe. Lokomotywa elektryczna była eksploatowana tam do października 1959, kiedy to zlikwidowano tam sieć trakcyjną i służbę przejęły parowozy.
Do 1962 roku lokomotywa stała w lokomotywowni w Walimiu, po czym przetransportowano ją do Wrocławia i ustawiono przy Technikum Kolejowym, gdzie stała do 1987 roku. Po remoncie w ZNTK w Lubaniu Śląskim została przetransportowana do Warszawy i ustawiona jako pomnik na terenie lokomotywowni Warszawa-Grochów, gdzie stoi do chwili obecnej.